# Sông Khương
Sông Khương (姜水, bính âm: Khương Thủy) là tên cổ xưa của một con sông ở Trung Quốc.
Dựa theo Sử ký Tư Mã Thiên của Tư Mã Thiên, con sông đã được đặt tên cho gia đình Thần Nông. Theo sách Quốc Ngữ Trung Quốc, đó là nơi sinh của Viêm Đế.
Nó có lẽ giống y như sông Vị Hà ở Thiểm Tây thời nay.